# 九条輔家
九条 輔家（くじょう すけいえ）は、江戸時代中期の公卿。内大臣・九条道前の子。官位は正二位・権大納言。九条家27代当主。号は瑠璃光院。

## 略歴
明和6年（1769年）、九条道前の子として誕生。
安永5年（1776年）2月12日に叙従三位。天明5年（1785年）薨去。

## 系譜
- 父：九条道前
- 母：徳川宗勝八女・恭姫（譲子）
- 妻：不詳
- 養子
  - 男子：九条輔嗣 - 二条治孝の次男